# أوبرغلات
أوبرغلات (بالألمانية: Oberglatt) هي بلدية تقع في مقاطعة ديلسدورف الواقعة ضمن كانتون زيورخ في سويسرا. تبلغ مساحتها 8.29 كيلومتر مربع، ويقدر عدد سكانها بـ 6988 نسمة (حسب تعداد ديسمبر 2017).